# MRT 1
MRT 1 je makedonská televizní stanice, kterou vlastní a obsluhuje Makedonska radio televizija.

## MRT 1 HD
MRT 1 HD je souběžné vysílání MRT 1 v HD rozlišení, vysílat začalo v roce 2012.

## Současný výčet pořadů

### Zprávy
- MRT Dnevnik - hlavní zprávy v 10:00, 17:00, 19:30 a 23:00 hodin
- MRT Vesti - běží v 13:00 a 15:00 hodin

### Produkce MRT
- Makedonie napříč starověkem
- Makedonie napříč historií
- Makedonie pod Otomanskou nadvládou
- 20 let makedonské nezávislosti
- Století vyhnanství
- Makedonski narodni prikazni (Македонски народни приказни)

### Zábava
- Trotoar (Тротоар)
- Stisni play (Стисни плеj)
- Iselenichki djuboks (Иселенички Џубокс)

### Zahraniční pořady
- Teorie velkého třesku - v makedonštině "Бубалици"
- Hranice nemožného - v makedonštině "На работ"
- Super drbna - v makedonštině "Озборувачка"
- Kriminálka Las Vegas - v makedonštině "Истрага на местото на злосторството"
- Kriminálka Miami - v makedonštině "Истрага на местото на злосторството: Маjами"
- Kriminálka New York - v makedonštině "Истрага на местото на злосторството: Њуjорк"
- Mentalista - v makedonštině "Менталист"
- Little Amadeus - v makedonštině "Малиот Амадеус"
- Gumballův úžasný svět - v makedonštině "Беспомошниот живот на Гамбол"
- Spongebob v kalhotách - v makedonštině "Сунѓерот Боб Панталоновски"
- The Fairly OddParents - v makedonštině "Самовили кумови"

### Talk show
- Ako e...so Chom (Ако е...со Чом)
- Od nash agol (Од наш агол)
- Broker (Брокер)
- Evromagazin (Евромагазин)
- Da bideme nachisto (Да бидеме начисто)
- Agrar (Аграр)

### Dokumenty
- Talkachi (Талкачи)
- Apokalipsa (Апокалипса)

### Naučné pořady
- Dzvon (Ѕвон)
- Word on the street - we learn English